# Рогозьник (Нижньосілезьке воєводство)
Рогозьник (пол. Rogoźnik, нім. Rosenig) — село в Польщі, у гміні Руя Легницького повіту Нижньосілезького воєводства.
Населення — 153 особи (2011).
У 1975-1998 роках село належало до Легницького воєводства.

## Демографія
Демографічна структура станом на 31 березня 2011 року:
|          | Загалом | Допрацездатний вік | Працездатний вік | Постпрацездатний вік |
| -------- | ------- | ------------------ | ---------------- | -------------------- |
| Чоловіки | 70      | 13                 | 44               | 13                   |
| Жінки    | 83      | 14                 | 46               | 23                   |
| Разом    | 153     | 27                 | 90               | 36                   |